# 4-й Вятский переулок
Четвёртый Вя́тский переу́лок (до начала XX века — Буисовский переу́лок) — переулок в Северном административном округе города Москвы на территории Савёловского района.

## История
Переулок получил современное название по расположению вблизи Вятской улицы. До 1915 года века назывался Буисовский переу́лок, по фамилии парфюмерного фабриканта Луи (Людвига) Буиса (Буйса) (1779(?) — 1842), основавшего здесь косметическую фабрику, что неоднократно отображено на картах Москвы. В состав 4-го Вятского переулка вошли 3-й Вятский переулок и Петровско-Покровская улица. В настоящее время является единственным из сохранившихся Вятских переулков.

## Расположение
4-й Вятский переулок проходит от Бутырской улицы на запад, пересекает Вятскую и Башиловскую улицы, с юга к переулку примыкает Полтавская улица, переулок проходит до Петровско-Разумовского проезда. Нумерация домов начинается от Бутырской улицы.

## Примечательные здания и сооружения
По нечётной стороне:
- № 39 — филиал перинатального профиля ГБУЗ  "Городская клиническая больница №24 ДЗМ"  (закрыт)

## Транспорт

### Автобус
По 4-й Вятскому переулку от Башиловской улицы до Петровско-Разумовского проезда проходят автобусные маршруты:
- 384:  Савёловский вокзал —  Динамо

### Метро
- Станции метро  Динамо и  Петровский парк (соединены переходом) — северо-западнее аллеи, на Ленинградском проспекте у примыкания к нему Театральной аллеи.
- Станция метро  Дмитровская — северо-восточнее улицы, на Бутырской улице.
- Станции метро  Савёловская и  Савёловская (соединены переходом) — юго-восточнее улицы, на площади Савёловского Вокзала.

### Железнодорожный транспорт
- Платформа Дмитровская Рижского направления Московской железной дороги — у северного конца улицы, между Бутырской улицей, Дмитровским проездом, 2-й Хуторской улицей и 2-м Хуторским переулком.
- Платформа Савёловская Алексеевской соединительной линии Московской железной дороги — юго-восточнее улицы, на площади Савёловского Вокзала.
- Савёловский вокзал (пассажирский терминал станции Москва-Бутырская Савёловского направления Московской железной дороги) — юго-восточнее улицы, на площади Савёловского Вокзала.